# Nazareno Arasa
Nazareno José Arasa (Rosario, provincia de Santa Fe; 22 de noviembre de 1989) es un árbitro de fútbol argentino, que dirige en la máxima categoría de su país desde 2018. Desde 2024, es árbitro internacional representando a la Argentina.

## Carrera
Debutó en la máxima categoría del fútbol argentino en el partido entre San Martín (T) y Gimnasia (LP) en la cuarta fecha del Campeonato de Primera División 2018-19.

## Estadísticas
| Competición                               | Organizador | Años    | PD  | Amonestado | Prom. | Expulsado | Prom. |
| ----------------------------------------- | ----------- | ------- | --- | ---------- | ----- | --------- | ----- |
| Primera División de Argentina             | AFA         | 2018–   | 69  | 323        | 4,68  | 13        | 0,19  |
| Copa de la Liga Profesional               | AFA         | 2021–   | 21  | 99         | 4,71  | 10        | 0,47  |
| Primera B Nacional                        | AFA         | 2017–   | 90  | 427        | 4,74  | 36        | 0,4   |
| Torneo Federal A                          | AFA         | 2021–   | 1   | 3          | 3     | 1         | 1     |
| Copa Argentina                            | AFA         | 2018–   | 18  | 74         | 4,11  | 7         | 0,39  |
| Totales                                   | Totales     | Totales | 199 | 926        | 4,65  | 67        | 0,33  |
| Datos actualizados al 24 de enero de 2024 |             |         |     |            |       |           |       |

Fuente: livefutbol.com